# Salmorreta
La salmorreta és un tipus de salsa alimentària típica del País Valencià, concretament de la regió d'Alacant, molt utilitzada als arrossos tan típics de la gastronomia alacantina, especialment a aquells que hi tenen peix o marisc als seus ingredients como ara l'arròs a banda, o amb llongant. Formes de preparar-la n'hi ha moltes, d'igual manera que canvien els seus ingredients, però la salmorreta més estandarditzada consisteix en un sofregit que duu tomaca (preferiblement de Mutxamel i sense pell), all, oli d'oliva verge, nyora i julivert. Tots els ingredients després de ser sofregits s'han de picar molt de manera que el resultat final siga una pasta densa i uniforme. S'aboca al mateix temps que l'arròs i en poca quantitat (una cullera de cafè per persona), ja que hi té un sabor prou fort.